# Europapokal der Landesmeister 1956/57
Der Europapokal der Landesmeister 1956/57 war die zweite Auflage des Wettbewerbs. 22 Klubmannschaften nahmen teil, darunter 21 Landesmeister der vorangehenden Saison und mit Real Madrid der Titelverteidiger.
Die Teilnehmer spielten im reinen Pokalmodus mit (bis auf das Finale) Hin- und Rückspielen um die Krone des europäischen Vereinsfußballs. Bei Gleichstand gab es ein Entscheidungsspiel auf neutralem Platz. Zwölf Vereine mussten in der Vorrunde starten, weitere zehn begannen im Achtelfinale.
Das Finale fand am 30. Mai 1957 im Estadio Santiago Bernabéu von Madrid vor 120.000 Zuschauern statt. Real Madrid gewann mit 2:0 gegen den AC Florenz auch die zweite Auflage des Wettbewerbs. Torschützenkönig wurde Dennis Viollet von Manchester United mit neun Treffern.

## Teilnehmer
Vier Mannschaften der Vorsaison – RSC Anderlecht aus Belgien, Aarhus GF aus Dänemark, SK Rapid Wien aus Österreich und Real Madrid aus Spanien – konnten sich erneut qualifizieren. Mit Ausnahme des Saarlands entsandten alle Länder der Vorsaison erneut Mannschaften – das Saarland 1947 bis 1956 war in die Bundesrepublik Deutschland eingegliedert worden. Neu vertretene Länder waren die Volksrepublik Bulgarien, England, Luxemburg, die Volksrepublik Rumänien, die Tschechoslowakei und die Türkei.
| Land                       | Mannschaft              | Letztmalige Teilnahme der Mannschaft | Qualifiziert als                                                         | Meister der jeweiligen Liga                                          | Gestartete Runde | Erreichte Runde |
| -------------------------- | ----------------------- | ------------------------------------ | ------------------------------------------------------------------------ | -------------------------------------------------------------------- | ---------------- | --------------- |
| Belgien                    | RSC Anderlecht          | 1955/56                              | Meister der 1. Division 1955/56                                          | RSC Anderlecht                                                       | Vorrunde         | Vorrunde        |
| Bulgarien                  | ZDNA Sofia              | –                                    | Meister der A Grupa 1955                                                 | ZDNA Sofia                                                           | 1. Runde         | Viertelfinale   |
| Dänemark                   | Aarhus GF               | 1955/56                              | Meister der Dänischen 1. Division 1955/56                                | Aarhus GF                                                            | Vorrunde         | Vorrunde        |
| Bundesrepublik Deutschland | Borussia Dortmund       | –                                    | Meister der Deutschen Fußballmeisterschaft 1955/56                       | Borussia Dortmund                                                    | Vorrunde         | 1. Runde        |
| England                    | Manchester United       | –                                    | Meister der Football League First Division 1955/56                       | Manchester United                                                    | Vorrunde         | Halbfinale      |
| Frankreich                 | OGC Nizza               | –                                    | Meister der Division 1 1955/56                                           | OGC Nizza                                                            | Vorrunde         | Viertelfinale   |
| Italien                    | ACF Fiorentina          | –                                    | Meister der Serie A 1955/56                                              | ACF Fiorentina                                                       | 1. Runde         | Finale          |
| Jugoslawien                | FK Roter Stern Belgrad  | –                                    | Meister der 1. jugoslawischen Fußballliga 1955/56                        | FK Roter Stern Belgrad                                               | 1. Runde         | Halbfinale      |
| Luxemburg                  | Spora Luxemburg         | –                                    | Meister der Ehrendivision 1955/56                                        | Spora Luxemburg                                                      | Vorrunde         | Vorrunde        |
| Niederlande                | Rapid JC Heerlen        | –                                    | Meister der Niederländischen Fußballmeisterschaft 1955/56                | Rapid JC Heerlen                                                     | 1. Runde         | Vorrunde        |
| Österreich                 | SK Rapid Wien           | 1955/56                              | Meister der Österreichischen Fußballmeisterschaft 1955/56                | SK Rapid Wien                                                        | 1. Runde         | Vorrunde        |
| Polen                      | CWKS Warschau           | –                                    | Meister der 1. Liga (Polen) 1955                                         | CWKS Warschau                                                        | Vorrunde         | Vorrunde        |
| Portugal                   | FC Porto                | –                                    | Meister der Primeira Divisão 1955/56                                     | FC Porto                                                             | Vorrunde         | Vorrunde        |
| Rumänien                   | Dinamo Bukarest         | –                                    | Meister der Divizia A 1955                                               | Dinamo Bukarest                                                      | Vorrunde         | Vorrunde        |
| Schottland                 | Glasgow Rangers         | –                                    | Meister der Scottish Division One 1955/56                                | Glasgow Rangers                                                      | 1. Runde         | 1. Runde        |
| Schweden                   | IFK Norrköping          | –                                    | Meister der Fotbollsallsvenskan 1955/56                                  | IFK Norrköping                                                       | 1. Runde         | 1. Runde        |
| Schweiz                    | Grasshopper Club Zürich | –                                    | Meister der Schweizer Fussballmeisterschaft 1955/56                      | Grasshopper Club Zürich                                              | 1. Runde         | Viertelfinale   |
| Spanien                    | Atlético Bilbao         | –                                    | Meister der Primera División 1955/56                                     | Atlético Bilbao                                                      | Vorrunde         | Viertelfinale   |
| Spanien                    | Real Madrid             | 1955/56                              | Titelverteidiger (Real Madrid war Dritter der Primera División 1955/56.) | Atlético Bilbao                                                      | 1. Runde         | Sieg            |
| Tschechoslowakei           | Slovan Bratislava       | –                                    | Meister der Tschechoslowakischen Fußballmeisterschaft 1955               | Slovan Bratislava                                                    | Vorrunde         | 1. Runde        |
| Türkei                     | Galatasaray Istanbul    | –                                    |                                                                          | Keine Liga ausgetragen, die erste Austragung war die Millî Lig 1959. | Vorrunde         | Vorrunde        |
| Ungarn                     | Honvéd Budapest         | –                                    | Meister der Nemzeti Bajnokság 1955                                       | Honvéd Budapest                                                      | 1. Runde         | 1. Runde        |

## Vorrunde
Die Hinspiele fanden vom 1. August bis zum 20. September, die Rückspiele vom 6. bis 30. September 1956 statt.
|                   | Gesamt |                      | Hinspiel | Rückspiel |
| ----------------- | ------ | -------------------- | -------- | --------- |
| Borussia Dortmund | 5:5    | Spora Luxemburg      | 4:3      | 1:2       |
| Dinamo Bukarest   | 4:3    | Galatasaray Istanbul | 3:1      | 1:2       |
| Slovan Bratislava | 4:2    | CWKS Warschau        | 4:0      | 0:2       |
| RSC Anderlecht    | 00:12  | Manchester United    | 0:2      | 00:10     |
| Aarhus GF         | 2:6    | OGC Nizza            | 1:1      | 1:5       |
| FC Porto          | 3:5    | Atlético Bilbao      | 1:2      | 2:3       |

### Entscheidungsspiel
Das Spiel fand am 16. September 1956 statt.
|                   | Ergebnis |                 |
| ----------------- | -------- | --------------- |
| Borussia Dortmund | 7:0      | Spora Luxemburg |

## 1. Runde
Die Hinspiele fanden vom 17. Oktober bis zum 22. November, die Rückspiele vom 8. November bis zum 20. Dezember 1956 statt.
|                   | Gesamt |                         | Hinspiel | Rückspiel |
| ----------------- | ------ | ----------------------- | -------- | --------- |
| Manchester United | 3:2    | Borussia Dortmund       | 3:2      | 0:0       |
| ZDNA Sofia        | 10:40  | Dinamo Bukarest         | 8:1      | 2:3       |
| Glasgow Rangers   | 3:3    | OGC Nizza               | 2:1      | 1:2       |
| Slovan Bratislava | 1:2    | Grasshopper Club Zürich | 1:0      | 10:2 1    |
| Real Madrid       | 5:5    | SK Rapid Wien           | 4:2      | 1:3       |
| Rapid JC Heerlen  | 3:6    | Roter Stern Belgrad     | 3:4      | 0:2       |
| AC Florenz        | 2:1    | IFK Norrköping          | 1:1      | 1:0       |
| Atlético Bilbao   | 6:5    | Honvéd Budapest         | 3:2      | 23:3 2    |

### Entscheidungsspiele
Die Spiele fanden wie folgt statt: am 28. November 1956 Nizza gegen Glasgow in Paris; am 13. Dezember 1956 Real gegen Rapid in Madrid. Für das Match von Rapid Wien gab es mehrere Optionen, jedoch entschieden sich die Wiener für das finanziell am lukrativsten gewesene Angebot der Madrilenen. Zwar untersagte das Präsidium des ÖFB am 22. November die Austragung in Madrid, da Entscheidungsspiele auf neutralem Boden stattzufinden hätten, wobei gegen die Austragung in Barcelona auf Grund der Statuten nichts einzuwenden sei. Nachdem die UEFA den ÖFB ersucht hatte, der Austragung in Madrid »wegen technischer Schwierigkeiten« zuzustimmen, gab dieser am 30. November die Erlaubnis
|             | Ergebnis |                 |
| ----------- | -------- | --------------- |
| OGC Nizza   | 3:1      | Glasgow Rangers |
| Real Madrid | 2:0      | SK Rapid Wien   |

## Viertelfinale
Die Hinspiele fanden vom 16. Januar bis zum 17. Februar, die Rückspiele vom 6. Februar bis zum 14. März 1957 statt.
|                     | Gesamt |                         | Hinspiel | Rückspiel |
| ------------------- | ------ | ----------------------- | -------- | --------- |
| Atlético Bilbao     | 5:6    | Manchester United       | 5:3      | 0:3       |
| AC Florenz          | 5:3    | Grasshopper Club Zürich | 3:1      | 2:2       |
| Real Madrid         | 6:3    | OGC Nizza               | 3:1      | 3:2       |
| Roter Stern Belgrad | 4:3    | ZDNA Sofia              | 3:1      | 1:2       |

## Halbfinale
Die Hinspiele fanden am 3. und 11. April, die Rückspiele am 18. und 25. April 1957 statt.
|                     | Gesamt |                   | Hinspiel | Rückspiel |
| ------------------- | ------ | ----------------- | -------- | --------- |
| Roter Stern Belgrad | 0:1    | AC Florenz        | 0:1      | 0:0       |
| Real Madrid         | 5:3    | Manchester United | 3:1      | 2:2       |

## Finale
| Real Madrid                                        | Real Madrid | AC Florenz | AC Florenz |
| -------------------------------------------------- | --- | --- | ---------- |
| Real Madrid                                        | \| Finale \| \| 30. Mai 1957 in Madrid (Estadio Santiago Bernabéu) \| \| Ergebnis: 2:0 (0:0) \| \| Zuschauer: 124.000 \| \| Schiedsrichter: Leo Horn ( Niederlande) \|                                  | \| Finale \| \| 30. Mai 1957 in Madrid (Estadio Santiago Bernabéu) \| \| Ergebnis: 2:0 (0:0) \| \| Zuschauer: 124.000 \| \| Schiedsrichter: Leo Horn ( Niederlande) \|                                      | AC Florenz |
| Real Madrid                                        | Juan Alonso – Manuel Torres, Marquitos, Rafael Lesmes – Miguel Muñoz , José María Zárraga – Raymond Kopa, Enrique Mateos, Alfredo Di Stéfano, Héctor Rial, Francisco Gento Cheftrainer: José Villalonga | Giuliano Sarti – Ardico Magnini, Sergio Cervato – Aldo Scaramucci, Alberto Orzan, Armando Segato – Julinho, Guido Gratton, Giuseppe Virgili, Miguel Montuori, Maurilio Prini Cheftrainer: Fulvio Bernardini | AC Florenz |
| Real Madrid                                        | 1:0 Alfredo Di Stéfano (70., Elfmeter) 2:0 Francisco Gento (76.) | | AC Florenz |
| Finale                                             | | |            |
| 30. Mai 1957 in Madrid (Estadio Santiago Bernabéu) | | |            |
| Ergebnis: 2:0 (0:0)                                | | |            |
| Zuschauer: 124.000                                 | | |            |
| Schiedsrichter: Leo Horn ( Niederlande)            | | |            |

## Torschützenliste
| Rang             | Spieler                 | Verein                  | Tore (Qualifikation) | Tore (Hauptrunde) | Tore (gesamt) |
| ---------------- | ----------------------- | ----------------------- | -------------------- | ----------------- | ------------- |
| 01.              | Dennis Viollet          | Manchester United       | 5                    | 4                 | 9             |
| 02.              | Tommy Taylor            | Manchester United       | 4                    | 4                 | 8             |
| 03.              | Alfredo Di Stéfano      | Real Madrid             | –                    | 7                 | 7             |
| 04.              | Alfred Preißler         | Borussia Dortmund       | 5                    | 1                 | 6             |
| 05.              | José Luis Arteche       | Atlético Bilbao         | 3                    | 2                 | 5             |
| 05.              | Jacques Foix            | OGC Nizza               | 2                    | 3                 | 5             |
| 05.              | Bora Kostić             | Roter Stern Belgrad     | –                    | 5                 | 5             |
| 08.              | Jacques Faivre          | OGC Nizza               | 2                    | 2                 | 4             |
| 09.              | Marc Boreux             | Spora Luxemburg         | 3                    | –                 | 3             |
| 09.              | Alfred Kelbassa         | Borussia Dortmund       | 3                    | –                 | 3             |
| 09.              | Billy Whelan            | Manchester United       | 2                    | 1                 | 3             |
| 09.              | László Budai            | Honvéd Budapest         | –                    | 3                 | 3             |
| 09.              | Ernst Happel            | SK Rapid Wien           | –                    | 3                 | 3             |
| 09.              | Iwan Kolew              | ZDNA Sofia              | –                    | 3                 | 3             |
| 09.              | Panajot Panajotow       | ZDNA Sofia              | –                    | 3                 | 3             |
| 09.              | Joseíto                 | Real Madrid             | –                    | 3                 | 3             |
| 09.              | Armando Merodio         | Atlético Bilbao         | –                    | 3                 | 3             |
| 09.              | Enrique Mateos          | Real Madrid             | –                    | 3                 | 3             |
| 19.              | Erik Jensen             | Aarhus GF               | 2                    | –                 | 2             |
| 19.              | François Milazzo        | OGC Nizza               | 2                    | –                 | 2             |
| 19.              | Emil Pažický            | Slovan Bratislava       | 2                    | –                 | 2             |
| 19.              | Gheorghe Voica          | Dinamo Bukarest         | 2                    | –                 | 2             |
| 19.              | Anton Moravčík          | Slovan Bratislava       | 1                    | 1                 | 2             |
| 19.              | Johnny Berry            | Manchester United       | 1                    | 1                 | 2             |
| 19.              | Ignacio Uribe           | Atlético Bilbao         | –                    | 2                 | 2             |
| 19.              | Igancio Arieta          | Atlético Bilbao         | –                    | 2                 | 2             |
| 19.              | Romano Taccola          | ACF Fiorentina          | –                    | 2                 | 2             |
| 19.              | Robert Ballaman         | Grasshopper Club Zürich | –                    | 2                 | 2             |
| 19.              | Ramón Marsal            | Real Madrid             | –                    | 2                 | 2             |
| 19.              | Héctor Rial             | Real Madrid             | –                    | 2                 | 2             |
| 19.              | Branislav Vukosavljević | Grasshopper Club Zürich | –                    | 2                 | 2             |
| 19.              | Krum Janew              | ZDNA Sofia              | –                    | 2                 | 2             |
| 19.              | Dimitar Milanow         | ZDNA Sofia              | –                    | 2                 | 2             |
| 19.              | Félix Markaida          | Atlético Bilbao         | –                    | 2                 | 2             |
| 19.              | Ivan Toplak             | FK Roter Stern Belgrad  | –                    | 2                 | 2             |
| 19.              | Raymond Kopa            | Real Madrid             | –                    | 2                 | 2             |
| 37.              | Alfred Niepieklo        | Borussia Dortmund       | 1                    | –                 | 1             |
| 37.              | Heinz Simmer            | Borussia Dortmund       | 1                    | –                 | 1             |
| 37.              | Jaburú                  | FC Porto                | 1                    | –                 | 1             |
| 37.              | Kadri Aytaç             | Galatasaray Istanbul    | 1                    | –                 | 1             |
| 37.              | Lucjan Brychczy         | CWKS Warschau           | 1                    | –                 | 1             |
| 37.              | Canito                  | Atlético Bilbao         | 1                    | –                 | 1             |
| 37.              | Alexandru Ene           | Dinamo Bukarest         | 1                    | –                 | 1             |
| 37.              | Agustín Gaínza          | Atlético Bilbao         | 1                    | –                 | 1             |
| 37.              | Hernâni Silva           | FC Porto                | 1                    | –                 | 1             |
| 37.              | Edmund Kowal            | CWKS Warschau           | 1                    | –                 | 1             |
| 37.              | José Maria Luz Matos    | FC Porto                | 1                    | –                 | 1             |
| 37.              | Güngör Okay             | Galatasaray Istanbul    | 1                    | –                 | 1             |
| 37.              | Metin Oktay             | Galatasaray Istanbul    | 1                    | –                 | 1             |
| 37.              | Ioan Suru               | Dinamo Bukarest         | 1                    | –                 | 1             |
| 37.              | Július Kováč            | Slovan Bratislava       | 1                    | –                 | 1             |
| 37.              | Helmut Bracht           | Borussia Dortmund       | 1                    | –                 | 1             |
| 37.              | Jean-Pierre Fiedler     | Spora Luxemburg         | 1                    | –                 | 1             |
| 37.              | Léon Letsch             | Spora Luxemburg         | 1                    | –                 | 1             |
| 37.              | Gheorghe Băcuț          | Dinamo Bukarest         | –                    | 1                 | 1             |
| 37.              | Harry Bild              | IFK Norrköping          | –                    | 1                 | 1             |
| 37.              | Nicolae Dumitru         | Dinamo Bukarest         | –                    | 1                 | 1             |
| 37.              | Bobby Charlton          | Manchester United       | –                    | 1                 | 1             |
| 37.              | Helmut Kapitulski       | Borussia Dortmund       | –                    | 1                 | 1             |
| 37.              | Huub Bisschops          | Rapid JC Heerlen        | –                    | 1                 | 1             |
| 37.              | Claudio Bizzarri        | ACF Fiorentina          | –                    | 1                 | 1             |
| 37.              | Karl Giesser            | SK Rapid Wien           | –                    | 1                 | 1             |
| 37.              | Huub Janssen            | Rapid JC Heerlen        | –                    | 1                 | 1             |
| 37.              | Sándor Kocsis           | Honvéd Budapest         | –                    | 1                 | 1             |
| 37.              | Valeriu Neagu           | Dinamo Bukarest         | –                    | 1                 | 1             |
| 37.              | Ferenc Puskás           | Honvéd Budapest         | –                    | 1                 | 1             |
| 37.              | Stefan Boschkow         | ZDNA Sofia              | –                    | 1                 | 1             |
| 37.              | Maurilio Prini          | ACF Fiorentina          | –                    | 1                 | 1             |
| 37.              | Robert Dienst           | SK Rapid Wien           | –                    | 1                 | 1             |
| 37.              | Raymond Duret           | Grasshopper Club Zürich | –                    | 1                 | 1             |
| 37.              | Johnny Hubbard          | Glasgow Rangers         | –                    | 1                 | 1             |
| 37.              | Max Murray              | Glasgow Rangers         | –                    | 1                 | 1             |
| 37.              | Billy Simpson           | Glasgow Rangers         | –                    | 1                 | 1             |
| 37.              | Gawril Stojanow         | ZDNA Sofia              | –                    | 1                 | 1             |
| 37.              | Georgi Dimitrow         | ZDNA Sofia              | –                    | 1                 | 1             |
| 37.              | Giuseppe Virgili        | ACF Fiorentina          | –                    | 1                 | 1             |
| 37.              | Ferenc Kocsur           | OGC Nizza               | –                    | 1                 | 1             |
| 37.              | Alberto Muro            | OGC Nizza               | –                    | 1                 | 1             |
| 37.              | Vladica Popović         | FK Roter Stern Belgrad  | –                    | 1                 | 1             |
| 37.              | Rubén Bravo             | OGC Nizza               | –                    | 1                 | 1             |
| 37.              | Júlio Botelho           | ACF Fiorentina          | –                    | 1                 | 1             |
| 37.              | Miguel Montuori         | ACF Fiorentina          | –                    | 1                 | 1             |
| 37.              | Anton Rudinski          | FK Roter Stern Belgrad  | –                    | 1                 | 1             |
| 37.              | Armando Segato          | ACF Fiorentina          | –                    | 1                 | 1             |
| 37.              | Lazar Tasić             | FK Roter Stern Belgrad  | –                    | 1                 | 1             |
| 37.              | David Pegg              | Manchester United       | –                    | 1                 | 1             |
| 37.              | Francisco Gento         | Real Madrid             | –                    | 1                 | 1             |
| Stand: Endstand. |                         |                         |                      |                   |               |